# سرمایه‌گذاری جدوا
سرمایه‌گذاری جدوا (به انگلیسی: Jadwa Investment) شرکت سرمایه‌گذاری عربستانی است، که در زمینه مدیریت سرمایه‌گذاری، بانکداری سرمایه‌گذاری، مدیریت دارایی و مدیریت صندوق‌های سرمایه‌گذاری فعالیت می‌کند.
شرکت سرمایه‌گذاری جدوا در سال ۲۰۰۵ توسط سازمان بازارهای سرمایه عربستان سعودی تأسیس شد. در سال ۲۰۰۷ شرکت مالزیایی خزانه ناسیونال اقدام به خریداری ۱۰٪ از سهام این شرکت نمود. دفتر مرکزی شرکت سرمایه‌گذاری جدوا در شهر ریاض قرار دارد و بخشی از سهام آن در بازار بورس تداول معامله می‌شود.